# Мандала
Мандала (на санскрит: मण्डल „същина“ + „има“ или „съдържа“, също се превежда като „кръг-обиколка“ или „завършване“, отговарящо на тибетския термин дкил кхор) и двете означават концентрична диаграма, която има духовно или ритуално значение в будизма и в индуизма. Първоначално терминът се появява в Риг Веда, а след това – в различни индийски религии, особено в будизма.
В днешно време освен в източните религии, мандалите са широко използвани също така в ню ейдж, психологията и арт терапията.

## Мандалите в Будистката практика
Във Ваджраяна понятието Мандала има няколко значения:
- картинно изображение на енергийното поле на Будите, което възниква от безграничните възможности на пространството. То би могло да бъде тханка, а за изобразяване на енергийните полета като част от тантрическите практики и ритуали се изработват сложни пясъчни мандали – дори от стрити на прах скъпоценни и полускъпоценни камъни.
- енергийното поле на умствената представа за вселена пълна със скъпоценности, която се подарява на Будите като част от някои практики.
- метален диск, който се използва за Мандала приношенията

## Мандалите в психологията
Психотерапевтът Карл Густав Юнг забелязал, че когато се намират пред избор, вземайки важно за себе си решение, неговите пациенти неволно започват да чертаят на всичко, което им попадне под ръка. Юнг бил заинтригуван от загадъчните кръгове и сам започнал да рисува мандали, за което си отделил специална тетрадка, впоследствие известна като „Червена книга“.
Благодарение на него се появили психотерапевтични техники – мандалодиагностика и мандалотерапия, които психолозите и арт терапевтите използват в своята работа. Техниките помагат на човек да направи пътешествие вътре в себе си.